# 비닐 알코올
비닐 알코올(Vinyl alcohol)은 화학식 C2H4O을 갖는 가장 단순한 형태의 엔올이다. 아세트알데하이드로 변환되는 불안정 화합물이다. 폴리바이닐 알코올의 전구물질은 아니다.

## 합성
비닐 알코올은 900도 이상 및 저압 상태로 에틸렌 글라이콜에서 물을 증착 제거함으로써 얻을 수 있다.